# 382. п. н. е.

## Рођења
- Антигон I Монофталмос